# Реана дел Ројале
Реана дел Ројале (итал. Reana del Rojale) је насеље у Италији у округу Удине, региону Фурланија-Јулијска крајина.
Према процени из 2011. у насељу је живело 4726 становника. Насеље се налази на надморској висини од 154 м.

## Становништво
Према резултатима пописа становништва 2011. у општини је живело 5.032 становника.
| 1951. | 1961. | 1971. | 1981. | 1991. | 2001. | 2011. |
| ----- | ----- | ----- | ----- | ----- | ----- | ----- |
| 4.976 | 4.866 | 5.072 | 5.057 | 4.823 | 4.726 | 5.032 |

## Партнерски градови
- Salagnon